# AKMU
Akdong Musician (en hangul, 악동뮤지션; romanización revisada, Akdong Myujishyeon), conocidos popularmente como AKMU, es un dúo surcoreano que participó en la segunda temporada del programa K-pop Star en 2012, y debutó bajó la compañía YG Entertainment en 2014, después de que ganaran el segundo puesto de dicho programa. El dúo está formado por los hermanos Lee Chan-hyuk y Lee Su-hyun.
El álbum debut del grupo, Play, lanzado en 2014, fue bien recibido por el público y los críticos, habiendo vendido más de 6.9 millones de descargas en total. Además, recibió el premio al Mejor álbum pop en los Korean Music Awards 2014. Sus siguientes álbumes Spring (2016) y Winter (2017) aumentaron su éxito. Hasta marzo de 2017, el dúo vendió más de veinte millones de canciones digitales en Corea del Sur.

## Historia

### 2012-2013:K-pop Star 2
Lee Chan-hyuk y Lee Su-hyun vivieron con sus padres misioneros en Mongolia por casi cinco años antes de regresar a Corea del Sur para perseguir una carrera en la industria musical. Fueron educados en casa por su madre. Los hermanos, bajo el nombre de Akdong Musician formaron parte de Proteurment Agency.

### 2016-presente:Pubertye interrupción de actividades
El 13 de septiembre de 2017, YG  confirmó que Chan-hyuk se enlistaría para su servicio militar ese 18 de septiembre. Debido a esto la carrera de Akdong Musician estuvo en una pausa y Su-hyun continuó su carrera como solista y actriz.

## Discografía
- Play (2014)
- Winter (2017)
- Sailing (2019)

## Conciertos y giras
- AKMU 1st Live Tour "AKMU Camp" (2014)
- AKMU Studio (2016)
- AKMU "Diary" (2017)[7]